# ピエール・コーション

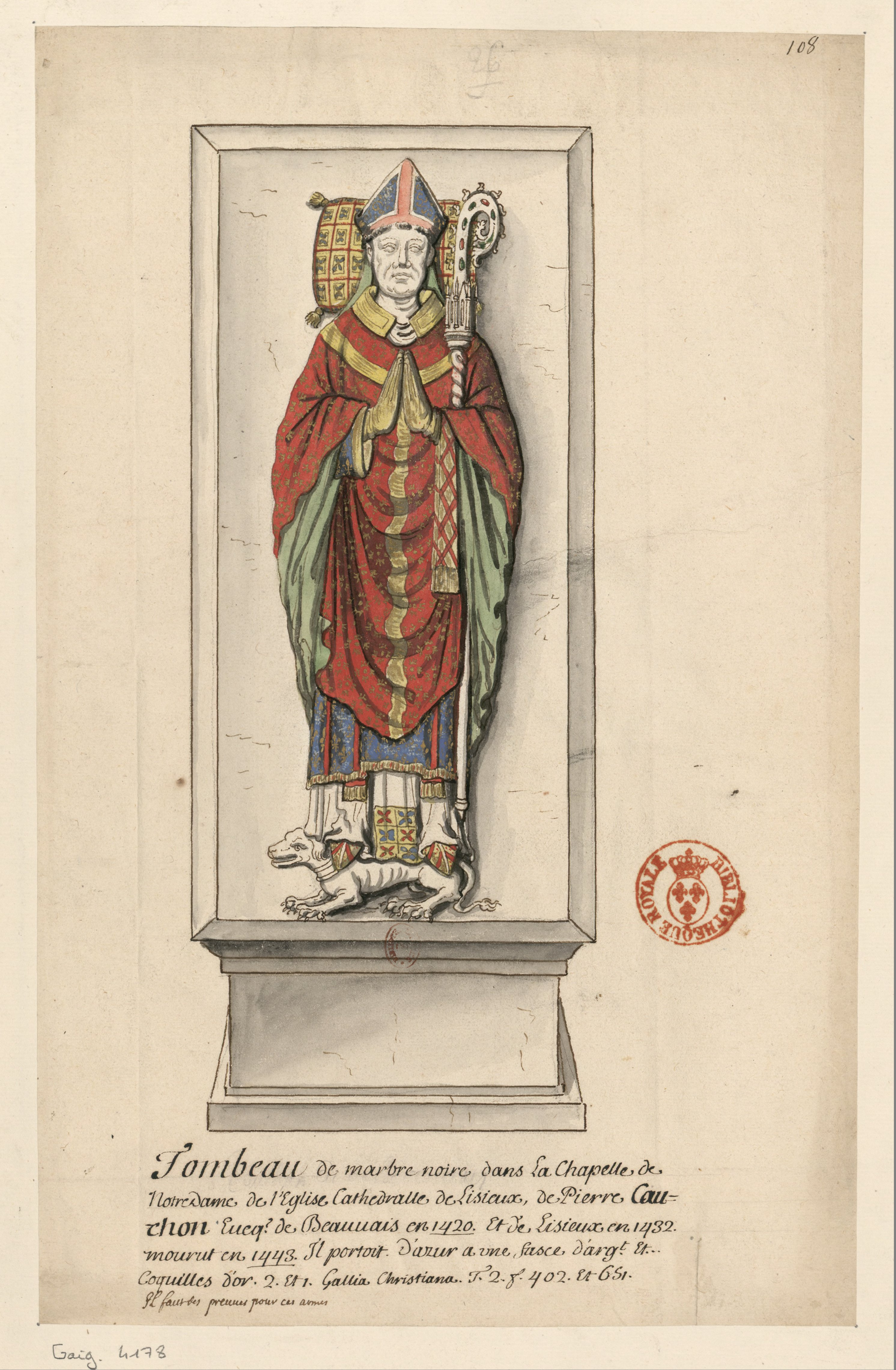
ピエール・コーション

ピエール・コーション（仏: Pierre Cauchon、1371年 - 1442年12月18日）は、フランスの聖職者。
ブルゴーニュ派・親イングランド派の聖職者としてボーヴェ司教に出世し、1431年2月から5月にかけてのジャンヌ・ダルクの異端審問において裁判長を務めた。

## 経歴

### ジャンヌの裁判まで
1371年頃、ランスに生まれた。出自は定かではない。農民の子とも、ランスに移住した貴族の家柄の子ともいわれる。後のイングランド王ヘンリー6世の秘書ジャン・ド・リネルは甥にあたるという血縁関係のみが判明している。
教会法学士としての法律知識と弁論術が評価されて、パリ大学学長、ランスとボーヴェの参事会会員、ランス・ノートルダム大聖堂司教代理などを歴任した。特にパリ大学を代表する立場を主に使用した。
パリではブルゴーニュ公ジャン1世（無怖公）の取り巻きの一人となり、1413年のカボシュの反乱の際にはその首謀者の一人として下層民の扇動にあたった。そのため1413年9月27日にアルマニャック伯ベルナール7世がパリに入城してくると、パリから追放された。
1414年から1418年にかけて開催されたコンスタンツ公会議にブルゴーニュ公の命によりブルゴーニュ派として出席し、オルレアン公ルイ・ド・ヴァロワ暗殺を正当化するジャン・プティの説を支持した。
その後、破毀院の調査官となり、パリ大学代表者として様々なブルゴーニュ派のための任務をこなした。甥のジャン・ド・リネルとともにシャルル皇太子(シャルル7世)の王位継承権を否定するトロワ条約の起草にあたったのもその一つだった。同条約遵守の誓約人も務めた。
1420年からボーヴェ司教に就任した。この司教職には慣例としてパリ大学の諸特権保護者というポストが付随していたので、この後もパリ大学代表者として行動した。
イングランド摂政ベッドフォード公ジョンの意向に従って、1421年にはパリ司教ジャン・クルトキュイスをジュネーヴに遠ざけるなどの政治工作にあたった。
1429年5月にジャンヌ・ダルクがオルレアンを解放し、7月にシャルル7世をランスに導いた際、コーションは聖体祝日の行列に参加するために直前までランスに滞在していたが、フランス軍の接近を聞いてボーヴェへ逃げ帰った。しかしボーヴェ住民がイングランド人とブルゴーニュ派の追放を開始したため、さらにルーアンへと逃れる羽目となった。
ベッドフォード公はこれを機にコーションをルーアン大司教にすることを希望したが、ルーアンの聖職者たちの反対が根強かったので、結局コーションはリジュー司教になるにとどまった。
1430年5月にコンピエーニュでジャンヌがブルゴーニュ派の捕虜になった。コンピエーニュはボーヴェ司教の管轄であり、コーションはその資格に基づいてイングランドが彼女を買い取れるよう尽力し、さらに自分を裁判長とする異端裁判に彼女をかけることに成功した。

### ジャンヌの異端裁判

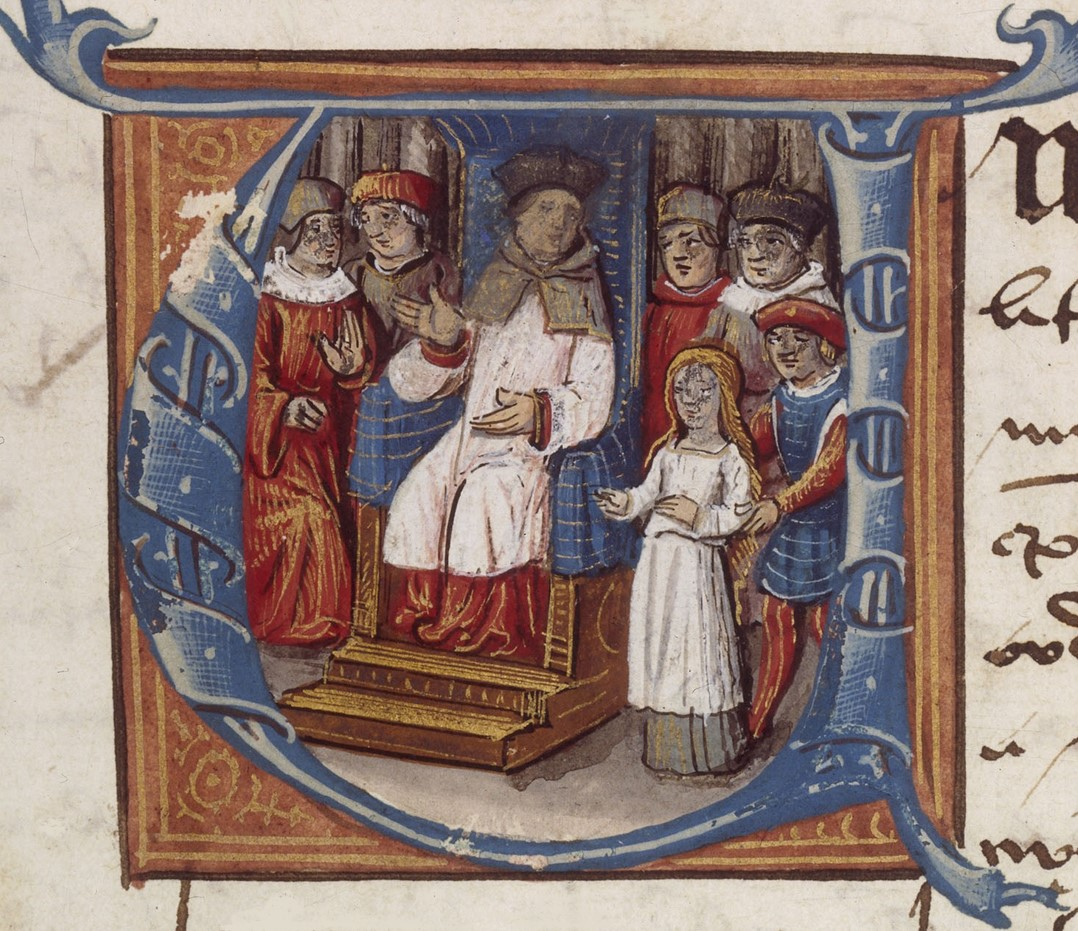
ジャンヌ・ダルクを裁くピエール・コーション

ベッドフォード公の意向でジャンヌの異端裁判はルーアンで行われることになった。1430年12月にコーションはルーアン教会参事会からルーアン大司教(当時空席)の管轄内で裁判を行う権限を認められた。そして1431年1月にヘンリー6世の書簡でジャンヌの身柄はコーションに引き渡された。ただしこれは様々な条件付きだった。イングランド側が要求したときはいつでもジャンヌの身柄をイングランド側に返さなければならず（これによりジャンヌはこの後も教会ではなくイングランド軍の牢に繋がれた）、またもしコーションの宗教裁判が彼女に有罪判決を下さなかった場合はイングランドは独自の判断により彼女を処断することも付記されていた。要するにイングランドはコーションに有罪判決を下すよう強制していたのだった。
第一回公開審理は2月21日から開かれた。コーションはまず「教会の教えや汝の知っている全てのことについて、問われたことに真実を述べると宣誓しなさい」とジャンヌに要求したが、彼女は「神が私に与えた啓示は我が王シャルルにしか打ち明けることはできません」と答えた。さらにコーションは主の祈りを唱えることを要求したが、彼女は告解を聞くことを条件にあげた。コーションはそれに応じなかった。
判事の一人ジャン・ボーペルが主導した2月24日の審理で「神の恩寵」に纏わる不利な質問を受けたジャンヌは「もし私が恩寵の下にないなら、このうえ神は恩寵へと私を導いて下さるのでしょう。そして恩寵の下にあるなら、神は変わらず私をお守り下さるでしょう。」と答えた。裁判官たちはこの返答に呆然としたという。
2月27日の審理もボーペルの主導で行われた。この日の審理でジャンヌは啓示を受けた聖女の名前は聖カトリーヌと聖マルグリットであり、最初に姿を現したのは聖ミカエルであると証言した。男物の衣服を着たことを追及されると「この世の人に言われて男物の服を着たわけではありません。衣服にせよ何にせよ神と天使の命令以外のことは一切しておりません」と答えた。また「剣より旗の方が40倍も好きでした。戦闘に出る際には人殺しをすることがないよう旗を持っていきました。だから私は誰一人殺しておりません」と証言した。
3月1日の審理は裁判長コーション自らが主導した。コーションはアルマニャック伯がジャンヌに送った教会大分裂についての書簡に関連して「真の教皇はいずれであると思うか」と質問したが、ジャンヌは「私に関する限りローマにおられる教皇様を信じております」と答えた。これは長年アヴィニョンの対立教皇を支持してきたパリ大学には面白くない返答だったと思われる。つづいてコーションはジャンヌのイングランドへの最初の警告状を追及したが、その際に彼女は「7年以内にイングランド人はオルレアンで失った物よりずっと大きな物を失い、フランスにおける全てを失うでしょう。」と予言した。またコーションの「聖マルグリットは英語で話したか」という質問に対してジャンヌは「聖マルグリット様はイングランド人に味方していないのに何故英語でお話になりましょう」と答えた。
3月10日の審理から非公開となった。捕虜になったことについての審問では、ジャンヌは「捕虜になる正確な日時を知っていたらその日には積極的には出撃しなかったでしょう。とはいっても、どうなろうとも『声』の命じるままに振舞ったでしょう。捕虜になることはどうしても避けられないといつも聞かされていました」と証言した。3月13日の審理で「どうして神は貴女を選んだと思うか」と質問されると「国王の敵を国外に追い払う者が、ただの娘であるほうが神様の思し召しにかなっているのです」と答えた。
3月27日から再び審理は公開となったが、3月31日には彼女の独房で非公開審理を行った。ここでコーションは教会への服従について主に質問した。ジャンヌは「私にできないことを命じられなければ、地上の教会の決定に服します。私にできないことというのは、私がこの裁判で神が私にお示しになった啓示について私がしたり、言ったり、宣言したりしたことを取り消せということです。私は何があってもそれは取り消すつもりはありません。主に命じられたことを、現生の人間に言われたからとしないでいることはできないのです。」と答えた。
4月5日にコーションは裁判で明らかになった罪状として12箇条を作成した。予知予見や男装について聖女らの命令を盾にしていること、書簡の署名に「イエス・マリア」の文字と十字のしるしを使ったこと、虜囚になっていた時に塔から飛び降りた自殺未遂の件、処女性を誇る傲慢さ、神や聖女がフランス人だけを祝福していると思っている党派性、『声』への礼拝などが列挙された。そして総論として最後の第12条で、現世の全ての者が服従しなければならない教会の統制をないがしろにしていることを批判した。これは「教会に服従しないジャンヌは教会の外におく」ことを結論したものであった。これによりジャンヌの運命は、このまま異端として処刑されるか、回心して教会に復帰するかの2つに1つとなったのである。

### ジャンヌの改心をめぐって
コーションはパリ大学神学部に12か条への同意を求める手続きに入りつつも、ジャンヌに改心するよう説得にあたった。5月2日には彼女を63人の判事で取り囲み、教会に服従せよと迫ったが、彼女は「私は教会は迷うことも誤ることもないと信じています。けれども、私の言行についてはすべて神の御手にゆだねます。私がしたことはすべて神がお命じになったことです」と述べてこれまでの立場を変えなかった。
1431年5月24日にジャンヌは火刑台が設置されたサン・トゥーアン墓地に連れていかれた。ここでもコーションは最後のチャンスとして「教会に服従しろ」と迫ったが、彼女は「教皇様に従います。けれど第一に神に従います」と答えた。コーションは「だめだジャンヌ。順序をつけてはだめなのだ。ただ一重に教会に服従せよ」ともう一度服従を迫ったが、ジャンヌは何も答えなかった。それを見たコーションは判決文の朗読を開始した。その大部分が読み上げられたとき、ジャンヌは火刑の恐怖にいよいよ耐え切れなくなったのか、「教会の命じるすべてのことを守ります。読むのをやめてください。貴方たちの命令にはなんでも従います」と叫んだ。これを聞いたコーションは二度と武器を手にしない、男物の服を着ない、髪を短く切らないなどから成る回心文をジャンヌに読み聞かせて、それに署名させた。そして署名を確認すると火刑を取りやめるので彼女を牢獄へ戻すよう命じた。しかし火刑見物を期待して集まっていた聴衆はこれに失望してコーションに石を投げつけはじめたという。

### ジャンヌの戻り異端と処刑

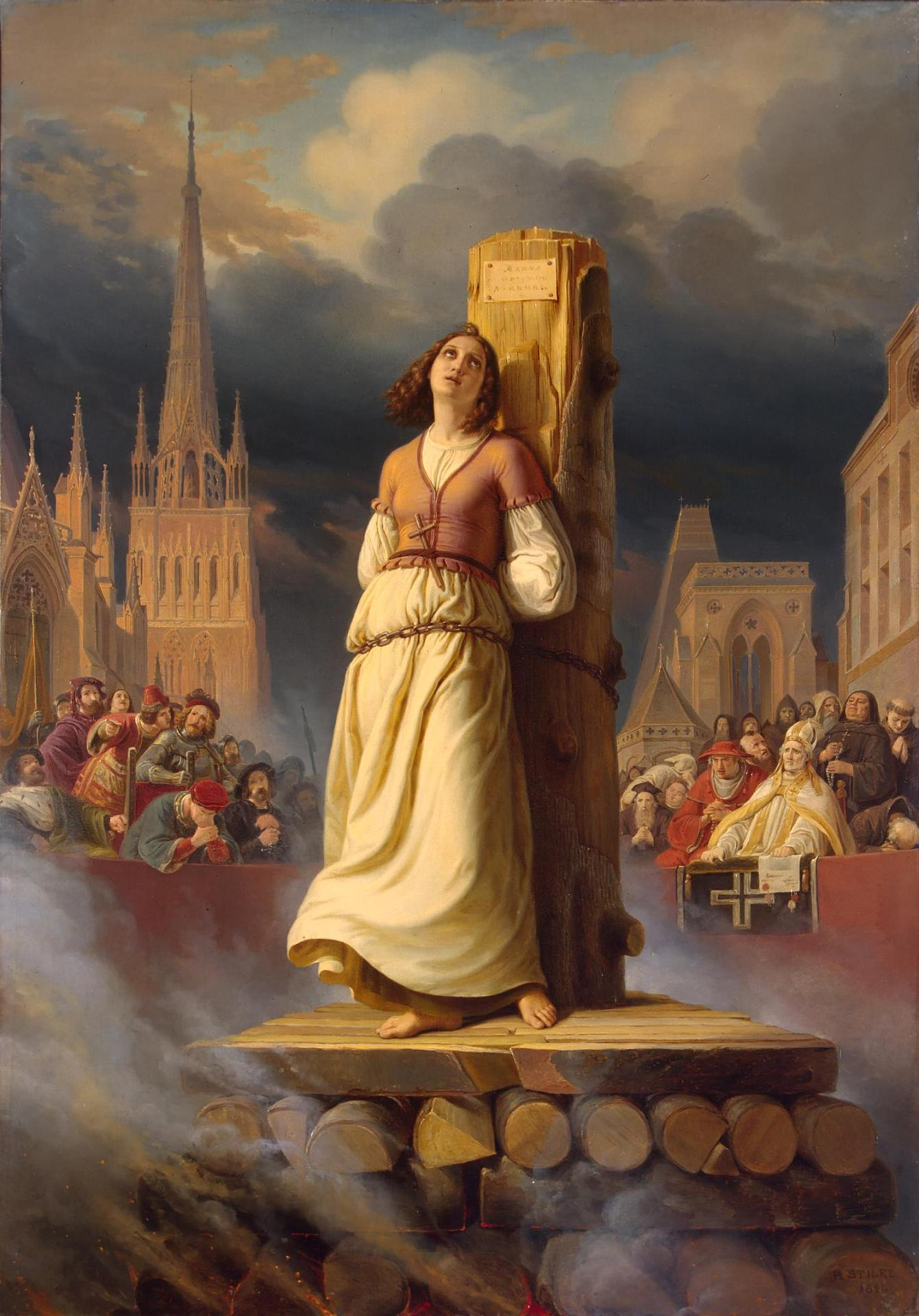
ヘルマン・スティルケが1843年に描いた『火刑台のジャンヌ・ダルク』（エルミタージュ美術館、サンクトペテルブルク）

しかし5月27日にコーションはジャンヌが再び男物の服を着ているとの報告を受けた。コーションは翌日にジャンヌの牢獄を訪れたが、確かにその時には男物の服をまとっていたという。コーションが「どういう理由でそれを着用したのだ」と聞くとジャンヌは「自分の意思で着用しました。私は男の中に混じっているわけだから、婦人服を着ているより適切だし、便利だから着ました。それに私に約束されたことも守られていません。つまりミサに出られ、聖体も拝領でき、鎖も外してもらえるという約束です。」「(サン・トゥーアン墓地で)私が言ったり、取り消したりしたことはすべて火刑が怖いあまりにしただけです。聖マルグリットと聖カトリーヌの出現を否認すると言ったり、否認するつもりはありませんでした」と答えたという。
ジャンヌが男物の服を着たのは、イギリス人看守たちが彼女に襲い掛かって婦人服をはぎ取り、男物の服を投げ込んだのが原因といわれる。その陰謀にコーションが関与していたかどうかは定かでないが、コーションはジャンヌとの会談を終えた後、イギリス人たちに「うまくいきましたよ。少しは嬉しそうな顔をしてくださいよ。一件落着ですよ」と述べたという証言がある。
5月29日にコーションは陪席判事を招集し、ジャンヌが男物の服を着たことを告げ、これは「教会への不服従」の証拠であると論じた。そして戻り異端に該当するので、世俗裁判権(イングランド)に引き渡す旨を決議した。コーションは世俗権力による裁判を要求せず、イングランドは裁判なしで5月30日にもジャンヌを火刑で処刑した。死刑執行日、ジャンヌはコーションに向かって「司教さん、私は貴方のせいで死ぬのですからね」と述べたという。コーションは「お前は我々に約束したことを守らなかったし、元の悪行に戻ったため、死ぬことになったんじゃないか」と答えたが、それに対してジャンヌは「貴方が私を教会裁判所の牢に入れ、しかるべき正式な看守の手にゆだねてくれれば、こんなことにはならなかったのに。だから私は貴方を神の前で告発します」と述べたという。

### ジャンヌの裁判後
コーションはジャンヌの裁判後もイングランド派の聖職者として行動した。1431年12月16日にパリで開かれたイングランド王ヘンリー6世の「フランス王戴冠式」にも臨席した。
1433年にはオルレアン公シャルル・ド・ヴァロワの釈放に関する交渉のためにカレーに派遣された。1435年のバーゼル公会議にも出席した。
1436年、シャルル7世がパリを奪還するとルーアンへ逃れた。1442年12月18日に同地で死去した。司教を務めたリジューのサン＝ピエール・ド・リジュー聖堂に埋葬された。
彼の死はイングランド軍の全面敗退の前のことであり、ジャンヌの復権裁判の時には彼はもうこの世にいなかった。復権裁判では彼の代わりに遺族がジャンヌの裁判における彼の立ち振る舞いについて弁護することになった。遺族全員が代訴人を通じて一切の責任はイングランドにあるとの供述をしている。
1931年、サン＝ピエール・ド・リジュー聖堂で工事中に偶然コーションの遺体が発見されたが、衆目に触れるのを避けるためか墓標などはなく、埋め戻される際もそれらが追加されることはなかった。

## 関連作品
映画
- 裁かるるジャンヌ （1928年・フランス、演：ウジェーヌ・シルヴァン（フランス語版））
- ジャンヌ・ダーク （1948年・アメリカ、演：フランシス・L・サリヴァン）
- 聖女ジャンヌ・ダーク （1957年・英米合作、演：アントン・ウォルブルック（英語版））
- ジャンヌ・ダルク裁判 （1962年・フランス、演：ジャン＝クロード・フルノー（フランス語版））
- ジャンヌ 愛と自由の天使／ジャンヌ 薔薇の十字架（フランス語版）（1994年・フランス、演：アラン・オリヴィエ（フランス語版）） - 二部構成で、日本ではオリジナルより短い短縮バージョンが公開。完全版は『ジャンヌ・ダルク/I 戦闘　II 牢獄』の邦題で公開。
- ジャンヌ・ダルク （1999年・米仏合作、演：ティモシー・ウェスト）
- ジャンヌ（フランス語版）（2019年・フランス、演：ジャン・フランソワ・コーズレ）

テレビドラマ
- ヴァージン・ブレイド ジャンヌ・ダルクの真実 （1999年・カナダ、演：ピーター・オトゥール）